# Fort Bridger
Fort Bridger war ursprünglich ein Handelsposten, der 1843 am Blacks Fork, einem Zufluss des Green River, im heutigen Uinta County, Wyoming, USA, gegründet wurde. Es wurde zu einem wichtigen Versorgungspunkt für Siedlertrecks auf dem Oregon Trail, dem California Trail und dem Mormon Trail. Die Armee errichtete hier 1858 während des Utah-Krieges einen Militärposten, der 1890 endgültig geschlossen wurde. Eine kleine Siedlung entstand in der Nähe des Forts und trägt bis heute seinen Namen. Das U.S. Census Bureau hat bei der Volkszählung 2020 eine Einwohnerzahl von 354 ermittelt.

## Bridgers Handelsposten
Der Handelsposten wurde 1843 von dem Mountain Man Jim Bridger, nach dem er benannt ist, und Louis Vasquez gegründet. Das Fort war einfach und zweckmäßig aus Baumstämmen gebaut, umgeben von etwa 2,5 m hohen Palisaden. Blockhütten beherbergten eine Schmiede- und Tischlerwerkstatt, einen Laden und zwei Wohnungen für die beiden Gründer.
Im Jahr 1845 veröffentlichte Lansford Hastings ein Handbuch mit dem Titel The Emigrant’s Guide to Oregon and California („Der Auswandererführer nach Oregon und Kalifornien“), der Siedlern auf dem Weg nach Kalifornien riet, den Oregon Trail in Fort Bridger zu verlassen und die Berge der Wasatchkette zu durchqueren, dann durch die Große Salzwüste – eine 80 Meilen (knapp 130 km) lange wasserlose Strecke – und südlich um die Ruby Mountains herum zu reisen, und schließlich westlich des heutigen Elko (Nevada) am heutigen Emigrant Pass wieder auf den California Trail zu treffen. Die unglückselige Donner Party folgte 1846 dieser als Hastings Cutoff bekannt gewordenen Route, wodurch sie so viel Zeit verloren, dass sie beim Anstieg zum Donner Pass vom Winter überrascht und eingeschneit wurden, wodurch über 30 Teilnehmer ums Leben kamen.

## Die Mormonen und Fort Supply
Mit der Ankunft der mormonischen Pioniere im Jahr 1847 kam es zu Streitigkeiten zwischen Bridger und den neuen Siedlern. 1853 schickten die Mormonen eine Miliz zum Fort, um Bridger wegen des Verkaufs von Alkohol und Schusswaffen an Angehörige der First Nations, eines Verstoßes gegen Bundesgesetze, festzusetzen. Er entkam und kehrte vorübergehend in den Osten zurück.
Etwa 19 km südwestlich von Fort Bridger errichteten die Mormonen im selben Jahr ihr eigenes Fort Supply. 1855 übernahmen die Mormonen Fort Bridger, nachdem sie es für 8000 Dollar gekauft hatten. Fort Bridger und Fort Supply wurden im September 1857 von den Mormonen verlassen, als sich Truppen der US-Armee näherten.

## Militärposten

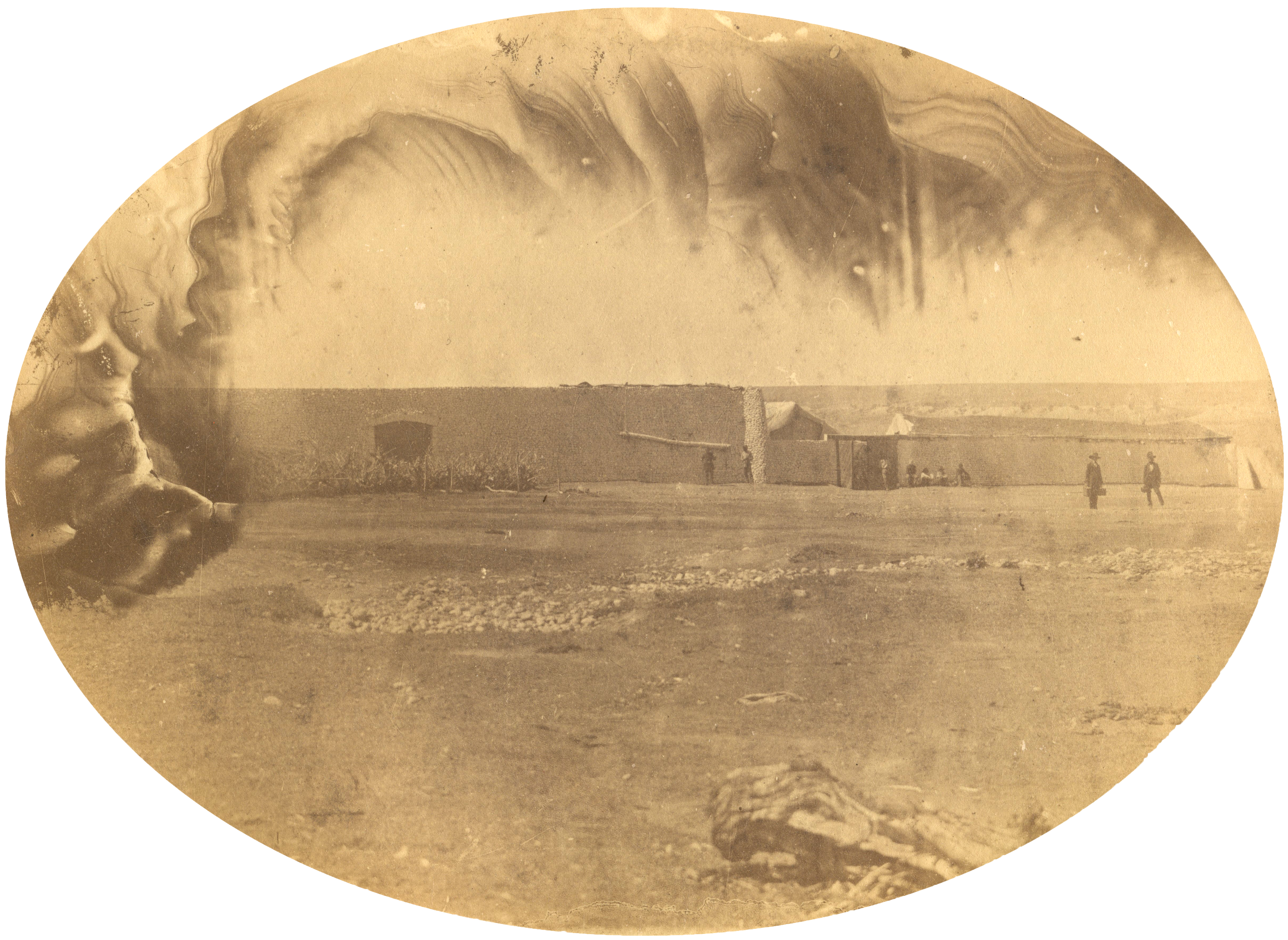
Fort Bridger, 1858. Fotografie von Samuel C. Mills

Am 18. November 1857 verpachtete Bridger sein Land an die Vereinigten Staaten. Colonel Albert S. Johnston sollte das Land während des Utah-Krieges für die Armee nutzen. Die Beziehungen zwischen den Mormonen im Utah-Territorium und den Bundesbehörden in Washington, D.C. hatten sich verschlechtert. Präsident James Buchanan befahl der US-Armee, Alfred Cumming als neuen Gouverneur einzusetzen, um den Mormonenführer Brigham Young zu ersetzen. Als die Armee im November 1857 mit 2.500 Mann vorrückte, zündeten die Mormonen die Gebäude von Fort Bridger an. Die Armee errichtete in Fort Bridger Lagerhäuser und Truppenquartiere. 1859 wurde um Fort Bridger ein Militärreservat von 1.300 km² eingerichtet. In den 1860er Jahren diente Fort Bridger als Station des Pony Express.
Häuptling Washakie unterzeichnete am 3. Juli 1868 in Fort Bridger den Vertrag, der die Ländereien der Shoshonen und Bannock im Südwesten von Wyoming an die Vereinigten Staaten abtrat und das Indianerreservat Wind River Indian Reservation schuf.
1867 bis 1869 halfen Truppen von Fort Bridger, den Bau der Overland Route (Union Pacific Railroad) und der Overland Stage and Mail Route zu bewachen.
Fort Bridger wurde 1878 zunächst aufgegeben, aber zwei Jahre später wieder in Betrieb genommen. Die Armee schloss den Posten 1890, als Wyoming ein Bundesstaat der Vereinigten Staaten wurde.

## Fort Bridger heute
Am 27. Juni 1928 wurden das Gelände des Forts und die noch erhaltenen Gebäude an die Historical Landmark Commission of Wyoming verkauft. Am 25. Juni 1933 fanden Einweihungszeremonien statt, mit denen Fort Bridger als historisches Wahrzeichen und Museum in Wyoming errichtet wurde. Das jährliche Fort Bridger Mountain Men Rendezvous findet an jedem Labor Day-Wochenende statt.
Fort Bridger liegt unweit der Interstate 80, Exit 34.